# 北馬斯基根 (密歇根州)
北馬斯基根（英語：North Muskegon）是一個位於美國密歇根州馬斯基根縣的城市。

## 人口
根據2020年美國人口普查的數據，北馬斯基根的面積為10.67平方千米，當中陸地面積為4.63平方千米，而水域面積為10.03平方千米。當地共有人口4093人，而人口密度為每平方千米384人。